# Juline Fayard
Juline Fayard (* 10. Mai 2003) ist eine französische Tennisspielerin.

## Karriere
Fayard spielt bislang vorrangig Turniere der ITF Women’s World Tennis Tour, wo sie aber noch keinen Titel gewonnen hat.
2019 trat sie bei den French Open mit ihrer Partnerin Lucie Nguyen Tan mit einer Wildcard im Juniorinnendoppel  an. Die beiden verloren aber bereits ihre Erstrundenpartie gegen Ljubow Kostenko und Giulia Morlet mit 2:6 und 5:7.
2021 erhielt sie eine Wildcard für die Qualifikation im Dameneinzel, sowie zusammen mit ihrer Partnerin Loïs Boisson für das Hauptfeld im Doppel der Open 6ème Sens Métropole de Lyon 2021, wo sie aber ebenfalls in beiden Konkurrenzen bereits in der ersten Runde verlor.